# 圭多·里克貝利
圭多·里克貝利（1987年11月26日—）生於布宜諾斯艾利斯，是一名阿根廷手球運動員，曾代表國家參加2012年倫敦奧運的男子手球比賽，並未獲得獎牌。